# Мосенго, Кимпале
Кимпале Мосенго (фр. Kimpale Mosengo; род. 10 января 1963) — конголезский шоссейный велогонщик. Участник летних Олимпийских игр 1988 года.

## Карьера
В 1988 году был включён в состав сборной Заира на летних Олимпийских играх в Сеуле. На них выступил в двух гонках.
Сначала в командной гонке с раздельным стартом на 100 км. По её результатам сборная Заира (в которую также входили Паси Мпенза, Нджибу Нголоминги и Мобанге Амиси) заняла 28 место, уступив занявшей первое место сборной ГДР 24 минуты.
А затем в групповой шоссейной гонке протяжённостью 196,2 км, по её результатам занял 104 место, уступив занявшему первое место Олафу Людвигу (ГДР) 4 минуты 45 секунд.